# الاتحاد العالمي للصحة النفسية
الاتحاد العالمي للصحة النفسية World Federation for Mental Health WFMH، منظمة دولية ذ تأسست في عام 1948 وتضم أعضاء من كافة دول العالم لتعزيز الصحة النفسية والوقاية من الاضطرابات والأمراض النفسية والعقلية والعلاج والرعاية المناسبين للمصابين بمثل هذه الاضطرابات والإمراض.

## أبرز الأعضاء
- John Rawlings Rees - الرئيس الأول
- Frank Fremont-Smith - الرئيس الثاني
- Helmuth Ehrhardt - عضو المجلس التنفيذي
- Werner Villinger - تثقيف الجمهور
- Margaret Mead - الرئيس 1956-7
- Brock Chisholm - الرئيس 1957-8
- Tsung-yi Lin - الرئيس التنفيذي

## روابط إضافية
- World Federation for Mental Health - Official website
- Brody EB (فبراير 2004). "The World Federation for Mental Health: its origins and contemporary relevance to WHO and WPA policies". World Psychiatry. ج. 3 ع. 1: 54–5. PMC:1414666. PMID:16633456.
- World Fellowship for Schizophrenia and Allied Disorders - 'Information for families caring for people with mental illness'
- - World Health Organization, Mental Health, Home Page